# Henry Labouisse
Henry Richardson Labouisse Jr. (New Orleans, 11 febbraio 1904 – Parigi, 25 marzo 1987) è stato un diplomatico statunitense.

## Biografia
Nato a New Orleans, Louisiana, l'11 febbraio 1904 da Henry Richardson Labouisse e Frances Devereux; nel 1929 si diplomò in legge ad Harvard.
Il 29 giugno 1935 sposò Elizabeth Scriven Clark, che morì nel 1945; da questo matrimonio nacque una figlia, Anne.
Nel 1951, mentre era all'ECA incontrò Eve Denise Curie, all'epoca segretaria per la NATO; si sposarono dopo tre anni, il 19 novembre 1954.
Ambasciatore degli USA in Francia (1952-1954), ambasciatore UNICEF degli USA in Grecia, dal 1965 fino al 1979 fu Direttore esecutivo della stessa associazione; nel 1965, assieme alla moglie ritirò il Premio Nobel per la pace insignito all'UNICEF.
Morì il 25 marzo 1987.
| Controllo di autorità | VIAF (EN) 42635408 · ISNI (EN) 0000 0000 3580 4157 · SBN UBOV019316 · LCCN (EN) n93120461 · GND (DE) 118860674 |